# Chimarra espinosa
Chimarra espinosa là một loài Trichoptera trong họ Philopotamidae. Chúng phân bố ở miền Tân bắc.